# A nagymama (színmű)
A nagymama Csiky Gergely egyik nagy sikert aratott vígjátéka három felvonásban. Ősbemutatója 1891. március 6-án volt a budapesti Nemzeti Színházban. Önálló kötetként megjelent 1891-ben.

## Személyek
- Szerémi grófné
- Szerémi Ernő, az unokája
- Örkényi Vilmos báró, nyugalmazott ezredes
- Kálmán
- Piroska
- Tímár Karolin, a nőnevelő intézet tulajdonosa
- Mártha (vagy Márta)
- Tódorka Szilárd, tanár
- Langó Szerafin, nevelőnő
- Koszta Sámuel, nyugalmazott evangélikus tábori lelkész
- Galambosné (Trézsi), a grófné gazdasszonya
- Pincér

Az első felvonás egy lánynevelő intézet termében, a második és a harmadik egy tengerparti nyaraló társalgójában játszódik. Az első és a második felvonás között néhány hónap telik el.

## Cselekménye

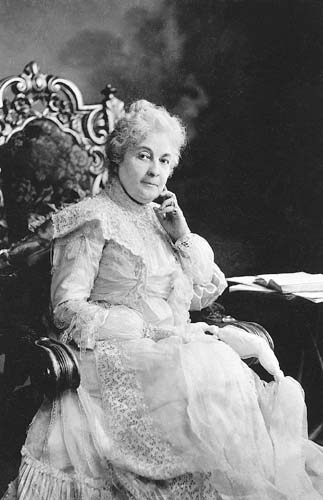
Prielle Kornélia A nagymama címszerepében (Strelisky felvétele)

A fiatal Szerémi Ernő gróf egykori nevelője, Tódorka Szilárd segítségével bejelentkezik francia tanárnak Tímár Karolin lánynevelő intézetébe, hogy közelférkőzhessen Márta kisasszony növendékhez, akit néhányszor látott a templomban. Ernőt éberen figyeli Szerafin intézeti nevelőnő, az idős Tódorka régi szerelme.
Betoppan előbb a fiatal báró Örkényi Kálmán, majd nagybácsija, báró Örkényi Vilmos nyugalmazott ezredes is Koszta Sámuel nyugalmazott tábori lelkész kíséretében. A házsártos ezredes Piroskát, az unokahúgát készül az intézetbe adni és hamar távozik. Megérkezik a köztiszteletben álló Szerémi grófné, az intézet pártfogója, Ernő gróf nagymamája. Jól lehordja az álnéven bejelentkezett unokáját, majd összecsókolgatja, mert az idős hölgy csupa szeretet, és nem tud rá komolyan haragudni. Hazaküldi tehát, de szeretné megismerni azt a bizonyos Mártha kisasszonyt. 
Mártha árva leány, Tímár Karolin igazgatónő távoli rokona, akit magához vett az anya halálakor. Az anya táncosnő volt, akit egy kiskorú gróf titokban vett feleségül és fiatalon öngyilkos lett. Szigorú apja a házasságot később érvényteleníttette, és az anya külföldön szülte meg gyermekét.
Szerémi grófné nem árulja el rögtön, hogy az a fiatal gróf – az ő elsőszülött fia volt, Márta tehát az unokája. Mint négyéves kislányt csak egyszer láthatta, mert férje, az öreg Szerémi Pál gróf életében neki látnia sem volt szabad a kislányt. A nagymama most kikérdezi őt, majd mesélni kezdi a régi történetet. Mártában felébrednek az elfelejtett emlékek, az elbeszélést már ő fejezi be, és a grófné boldogan öleli keblére unokáját.
Ernőt, hogy érzelmeivel tisztába jöjjön, néhány hónapra utazni küldte a grófné és most egy tengerparti nyaralóhelyen az érkezését várja. Az intézetből magával hozta Márthát és Szerafin nevelőnőt is. A két unokatestvér nyilván szereti egymást, és a grófné segíteni akar, hogy összeházasodjanak és boldogok legyenek. Megérkezik Ernő. Semmit nem változott és szívesen rááll a grófné által javasolt házasságra. Mártha örömmel üdvözli unokatestvérét, de zokogva ébred rá, hogy a nagymama a házasságukat kívánja. Pedig épp aznap vallották be egymásnak szerelmüket Kálmánnal, aki ugyanabban a fogadóban vett ki szobát.
A grófnét annak idején akarata ellenére adták Szerémi grófhoz, pedig nem őt, hanem az elszegényedett Örkényi Vilmos bárót szerette, akinek rangján kívül nem volt egyebe. Soha nem is felejtette el őt, és csak unokái születésével vígasztalódott. Egykori szerelme tehát az első felvonásból már ismert házsártos, de kedves Örkényi Vilmos ezredes. Éppen az ő unokaöccsét, Örkényi Kálmánt szereti Mártha, de hajlandó lenne Ernőhöz menni feleségül, mert nem akarja boldogtalanná tenni a nagymamát. 
A két rivális, Ernő gróf és Kálmán párbajra készül, de az összecsapást megakadályozzák, a nagymama pedig ráébred tévedésére. Az öreg Örkényi báró azonban még most is haragszik rá, amiért őt boldogtalanná tette. Szerémi grófné egy kedves jelenetben leveszi lábáról, és megegyeznek, hogy a fiatalok boldogságát akarják. Márta nőül megy Kálmánhoz, Ernő pedig elveszi Örkényi unokahúgát, Piroskát. 
Huszonnégy év után Szerafin és Tódorka vágya is teljesül: végre egybekelhetnek, mert összegyűlt a pénz, amennyiért a nyugdíjba vonuló Tímár Karolintól megvehetik a lányintézetet.

## Értékelése, bemutatója
A nagymama Csiky Gergely halála évében, 1891. március 6-án került színre először a budapesti Nemzeti Színházban. A címszerepet Prielle Kornélia alakította. A további szereposztásból: Rákosi Szidi (Szerafin), Csillag Teréz (Márta), Zilahy Gyula (Ernő), Gyenes László (Örkényi).
Egy-két évvel korábbi színműveinek hűvös fogadtatása után voltak olyan hangok, hogy a szerző talán már „kiírta magát”. A premier elsöprő sikere megcáfolta ezeket a véleményeket. „Csikynek van egy pár nagyobb, merészebb, s akárhány kerekebb compositiója, de egy sincs, a melyben annyi elevenség, igazi érzés s melegség volna, mint a Nagymamá-ban. Invencziója se volt gazdagabb soha; ötletei sohase voltak vidámabbak és természetesebbek. Szóval: az újdonság a jobb Csiky-darabok sorában is ritkítja párját.” – írta a premiert követő napon a kritikus.
Egy későbbi higgadtabb méltatója kételkedik abban, hogy a mű „komikuma Csiky egyéb darabjaival szemben valami újat képvisel,” sőt a mulattatónál több benne a megható, könnyes-mosolygós jelenet. A vidámságot inkább csak a mellékszereplők viszik a történetbe. Nagy elismeréssel említi azonban egyebek mellett a történet hatásos fordulatait, a kitűnő technikát és a jól játszható szerepeket.
Csiky Gergely a nagymama kedves szerepét kimondottan Prielle Kornéliának írta. Az alak valószínű előképeként egyébként Eugène Scribe La Grand-mère (’a nagymama’) című darabját említik.

## Adaptációk

Az átdolgozott vígjáték 1908-as bemutatójának szereplői

A nagymama sikerét az is jól mutatja, hogy több filmfeldolgozása készült.
- 1916: magyar némafilm. Rendező: Korda Sándor, operatőr: Bécsi József, producer: Janovics Jenő. A címszerepben: Blaha Lujza. Sajtóbemutató: 1916. november 17.[3]
- 1985: magyar tévéfilm. Rendező és forgatókönyvíró: Horváth Z. Gergely, vezető operatőr: Bíró Miklós. A címszerepben: Dajka Margit.[4]
- 1998: színes magyar film. Rendező: Iglódi István, operatőr: Szalai Z. László. A címszerepben: Tolnay Klári.[5]

A darabot énekes vígjátéknak is átdolgozták. Pásztor Árpád szövegével először a Népszínház-Vígoperában mutatták be 1908. február 11-én.